# Волгомост
АО «Волгомост» — российская компания, специализирующаяся на строительстве мостов, транспортных развязок и путепроводов. Подразделения «Волгомоста» являются монополистами в своих регионах. Штаб-квартира — в Москве.

## История
Трест «Волгомост» был основан в 1961 году под названием «Мостострой № 3».
В 2004 году совладельцем предприятия (15 % акций) стала самарская группа компаний «СОК», оставшиеся 85 % были аккумулированы в специально созданном руководством «Волгомоста» некоммерческом партнерстве «Фонд помощи ветеранам мостостроения».
В 2004 году группа СОК взяла под контроль ОАО «АвтоВАЗтранс». Дорожная служба компании была выведена в отдельное ООО «АВТ Дорстрой», учредителем которого стал «Волгомост». В 2014 году в отношении ООО «АВТ Дорстрой» начата процедура банкротства, в 2022 году компания была ликвидирована.
В марте 2011 года группа «СОК» продала «Волгомост» сторонним инвесторам. По данным газеты «Коммерсантъ», новыми владельцами компании стали структуры российского предпринимателя Аркадия Ротенберга, называемого другом Владимира Путина. Однако официального подтверждения этого так и не появилось.
В 2012 году под контроль московских бенефициаров компании Алексея Козлова и Андрея Бугаева перешло предприятие автомобильной промышленности ОАО «АвтоВАЗагрегат» (Тольятти), также контролирующих предприятия по производству ацетона, присадок к бензину и изопропилового спирта ОАО «Синтез» (Дзержинск) и ОАО «Промсинтез» (Чапаевск).
В феврале 2014 года одним из бенефициаров компании стал Туфан Садыгов, специализировавшийся ранее на уборке снега и ремонте дорог в Москве.
12 июля 2016 года в отношении АО «Волгомост» определением Арбитражного суда Саратовской области введена процедура банкротства. На 2023 год банкротство предприятия не завершено.

## Деятельность
Основные виды деятельности компании:
- Строительство железнодорожных, автомобильных и городских мостов, надземных и подземных автомобильных дорог, тоннелей и транспортных развязок
- Производство бетонных и железобетонных работ
- Монтаж металлических строительных конструкций
- Инженерные изыскания для строительства
- Архитектурная деятельность
- Эксплуатация дорожных сооружений

Среди построенных «Волгомостом» объектов:
- Мост через Кигач по трассе А-340
- Волгоградский мост
- Автодорожный мост через реку Волгу у села Пристанное Саратовской области

Чистая прибыль компании за 2010 год составила 318,96 млн руб.

## Структура
В состав организации входят филиалы в 14 регионах России. Среди них 9 мостоотрядов:
- Мостоотряд № 3 в Казани
- Мостоотряд № 8 в городе Энгельс Саратовской области (основан в апреле 1950 года)
- Мостоотряд № 20 в Пензе
- Мостоотряд № 21 в Самаре
- Мостоотряд № 56 в Оренбурге
- Мостоотряд № 57 в Волгограде (создан на базе двух мостопоездов № 480 и № 813.)
- Мостоотряд № 83 в Астрахани
- Мостоотряд № 113 в Набережных Челнах (в настоящее время реорганизован путём присоединения к Мостоотряду № 3 в Казани.)
- Мостоотряд № 131 в Ульяновске
- Завод железобетонных конструкций, город Калач-на-Дону (организован на базе мостопоезда № 813 в 1978 году)
- Управление механизации, город Саратов (основано в 1961 году в составе треста «Мостострой № 3», первоначально как ремонтно-прокатная база)
- Волгопроектстроймост, город Саратов (образован как проектный филиал в 1993 году на базе конструкторского отдела Мостостроя № 3 и Саратовского отдела Гипростроймоста)

## Уголовные дела
В отношении генерального директора ПАО «Волгомост» Зинченко С. А. Следственным комитетом РФ было возбуждено уголовное дело по признакам состава преступления, предусмотренного ч. 2 ст. 199.1 УК РФ (неисполнение обязанностей налогового агента, совершенное в особо крупном размере). В настоящее время уголовное дело прекращено, так как был возмещен ущерб, причиненный преступлением в двукратном размере.
Кроме того в отношении генерального директора ПАО «Волгомост» Зинченко С. А. ФССП России было возбуждено уголовное дело по признакам состава преступления, предусмотренного ст. 177 УК РФ (злостное уклонение от погашения кредиторской задолженности в крупном размере). Речь идет об уклонении от погашения кредита, взятого АО «Волгомост» в ПАО «АктивКапитал банк». В настоящее время уголовное дело прекращено судом за истечением срока давности привлечения к уголовной ответственности.